# Wodzierady (Łódź)
Pour les articles homonymes, voir Wodzierady.
Wodzierady (prononciation [vɔd͡ʑeˈradɨ]) est un village de la gmina de Wodzierady, du powiat de Łask, dans la voïvodie de Łódź, situé dans le centre de la Pologne.
Le village est le siège administratif (chef-lieu de la gmina rurale appelée gmina de Wodzierady.
Il se situe à environ 15 kilomètres au nord de Łask (siège du powiat) et 24 kilomètres à l'ouest de Łódź (capitale de la voïvodie).

## Administration
De 1975 à 1998, le village était attaché administrativement à l'ancienne voïvodie de Sieradz.

Depuis 1999, il fait partie de la nouvelle voïvodie de Łódź.